# Callochromis
Callochromis är ett släkte av fiskar. Callochromis ingår i familjen Cichlidae.
Kladogram enligt Catalogue of Life:
| Callochromis | \| \| Callochromis macrops \| \| \| \| \| \| Callochromis melanostigma \| \| \| \| \| \| Callochromis pleurospilus \| \| \| \| |
|              | \| \| Callochromis macrops \| \| \| \| \| \| Callochromis melanostigma \| \| \| \| \| \| Callochromis pleurospilus \| \| \| \| |
|              | Callochromis macrops |
|              | |
|              | Callochromis melanostigma |
|              | |
|              | Callochromis pleurospilus |
|              | |